# Magic hotel
Magic hotel es el noveno álbum especial del cantante argentino Alejandro Lerner, lanzado en 1997. Pero se reversionaron algunas canciones cuando se estrenó Volver a empezar.

## Canciones
Todas las canciones escritas y compuestas por Alejandro Lerner, excepto donde se indique. 
| N.º   | Título                        | Escritor(es)         | Duración |  |
| 1.    | «La despedida»                |                      | 4:56     |  |
| 2.    | «Dile que lo amas»            |                      | 3:29     |  |
| 3.    | «Como yo te amé»              |                      | 4:35     |  |
| 4.    | «No te aguanto más»           |                      | 3:42     |  |
| 5.    | «La belleza»                  |                      | 3:10     |  |
| 6.    | «Spinetta, cerca de lo lejos» |                      | 3:55     |  |
| 7.    | «A dónde ir»                  | A. Lerner · D. Lebón | 4:17     |  |
| 8.    | «Separados»                   | A. Lerner · D. Lebón | 4:22     |  |
| 9.    | «No me acuerdo»               |                      | 4:08     |  |
| 10.   | «Hoy»                         |                      | 4:30     |  |
| 11.   | «Sin piedad»                  |                      | 2:56     |  |
| 43:41 |                               |                      |          |  |

## Curiosidades
- Años antes de que lanzara este disco, Alejandro Lerner cantó por primera vez la canción «La despedida», a trío con Bahiano y Manuel Wirtz, en el capítulo final del programa de música y entretención argentino Ritmo de la noche. Esta versión en vivo conmovió al público en ese entonces y a su conductor Marcelo Tinelli, quien lloró en medio de la canción.

- Datos: Q28340588